# Sonas (république démocratique du Congo)
Pour système de stockage de données pour le cloud computing, voir SONAS (informatique).
La Sonas (Société nationale d'assurances) est une compagnie d'assurances détenue par la république démocratique du Congo.

## Histoire
La Sonas est la seule compagnie d'assurances sur le territoire congolais depuis 1967.
En 2009, la Sonas constitue la meilleure entreprise du portefeuille de l'Etat. Les revenus annuels de la Sonas classent le Congo au 7e rang des revenus des assurances par pays francophones subsahariens (avec 26,6 millions d'euros), loin derrière la Côte d'Ivoire qui affiche 115 milliards de chiffre d'affaires.
En décembre 2013, le comité de pilotage de la réforme des entreprises publiques (Copirep) annonce à la suite de son audit que la Sonas est en passe de disparaître si elle ne restructure pas ses activités en profondeur : beaucoup de clients ne paient pas leurs factures et la société d'assurances reste passive quant aux nouvelles opportunités de marché.
En mai 2014, une grève des employés frappe la compagnie d'assurances : ceux-ci réclament 25 mois de salaires non-payés. Si le président de l'intersyndicale affirme que les grévistes exagèrent leurs demandes, il existe bien une profonde désorganisation entre les antennes de la société.

## Activité
À caractère technique et commercial, elle est dotée de la personnalité juridique et jouit du monopole de toutes les opérations d’assurances en république démocratique du Congo, bien que le marché des assurances ait déjà été libéralisé. Elle assure seule toutes les branches d'assurance du pays.

## Résultats
- 2009 : 26,6 millions d'euros (CA)[1]